# Уолдрон (остров)
Уолдрон или Уалдрон (англ. Waldron Island) — один из островов архипелага Сан-Хуан, который расположен у северо-западного побережья штата Вашингтон, США. В административном отношении является частью округа Сан-Хуан.
Площадь острова составляет 11,9 км², а его население по данным переписи 2000 года составляет 104 человека. В отличие от других островов архипелага, на Уолдроне отсутствует какая-либо туристическая инфраструктура.
В ходе испанской экспедиции Франсиско Элисы 1791 года остров был назван «Лемос». Современное название ему было дано экспедицией Уилкса в мае 1841 года в честь одного из братьев Уолдрон, либо в честь обоих братьев сразу (участники экспедиции).